# Un seul survivra
Pour les articles homonymes, voir Vite perdute.
Pour plus de détails, voir Fiche technique et Distribution.
Un seul survivra (Vite perdute) est un film italien co-réalisé par Roberto Mauri et Adelchi Bianchi, sorti en 1959.

## Synopsis
Sur l'île d'Elbe, un garçon et trois filles se retrouvent à la merci de cinq condamnés à perpétuité en fuite.

## Fiche technique
- Titre français : Un seul survivra ou Vies perdues[1]
- Titre original italien : Vite perdute[2]
- Réalisateur : Roberto Mauri, Adelchi Bianchi
- Scénario : Gianni Putticini, Vittoriano Petrilli, Roberto Mauri, Adelchi Bianchi
- Photographie : Aldo Tonti
- Montage : Leo Catozzo
- Musique : Roberto Nicolosi (it), Bruno Canfora
- Décors : Oscar D'Amico
- Maquillage : Angelo Malantrucco
- Production : Federico Teti
- Société de production : O.S.C.A.R. Film
- Pays de production :  Italie
- Langue originale : italien
- Format : Noir et blanc - Son mono - 35 mm
- Durée : 75 minutes
- Genre : Drame policier
- Dates de sortie :
  - Italie : 7 février 1959
  - France : 25 novembre 1959[1]

## Distribution
- Virna Lisi : Anna
- Jacques Sernas : le baron
- Sandra Milo : Giulia
- Gabriele Tinti : Carlo
- John Kitzmiller : Luca
- Annie Alberti : Susi
- Marco Guglielmi : Toni
- Roberto Mauri : Leopold
- Arturo Dominici : Franco
- Gustavo De Nardo : Francesco
- Diana Rabito : amie d'Anna.
- Nuccia Cardinali : amie d'Anna.
- Willy Colombini : l'ami d'Anna
- Gennaro Sebastiani : Nicola